# Ban Chiang
Ban Chiang (Thais: แหล่งโบราณคดี บ้านเชียง) is een archeologische site gelegen in de Thaise provincie Udon Thani. De site is in 1966 ontdekt door Steve Young en kent een grote hoeveelheid aardewerken potten. Uit onderzoeken die volgden bleek dat de archeologische vondsten dateerden uit het Neolithicum tot en met de ijzertijd. Jaartallen die vervolgens aan de vondsten werden verbonden varieerden van 200 voor Christus tot 4420 voor Christus.
In 2008 kwam Ban Chiang weer in het nieuws, doordat er vondsten van de site illegaal waren meegenomen naar diverse musea in de Amerikaanse staat Californië.
In 1992 is de site Ban Chiang toegevoegd aan de UNESCO werelderfgoedlijst.

## Datering
De eerste dateringen van de artefacten vonden plaats met behulp van de thermoluminescentietechniek. Deze gaven een datering van 4.420 tot 3.400 v.C hr., wat de site de vroegste bronstijdcultuur ter wereld zou hebben gemaakt.
Bij de opgraving van 1974-75 kwam er echter voldoende materiaal beschikbaar voor C14-datering, wat resulteerde in recentere data. Volgens deze datering zou de bronsmetallurgie rond 2.000 v.Chr. begonnen zijn. Dit zou de bronsbewerking hier ouder maken dan die van de Chinese Shang-periode en een verband met het Sejma-Toerbino-complex van Zuid-Siberië werd voorgesteld.
Recenter onderzoek zet echter vraagtekens bij het gebruikte materiaal. Bij een nieuwe datering werd gebruik gemaakt van de beenderen van de begraven mensen en de bij hen geplaatste dierlijke resten. De resultaten suggereerden dat de eerste mensen zich rond 1500 v.Chr. in Ban Chiang vestigden, en de overgang naar de bronstijd rond 1000 v.Chr. plaatsvond.